# Río Kudepsta
El río Kudepsta (del ruso: Кудепста) es un río del Cáucaso Occidental que desemboca en la orilla nordeste del mar Negro. Está situado en el territorio administrativo del distrito de Josta de la unidad municipal de la ciudad-balneario de Sochi, en el krai de Krasnodar de Rusia.

## Curso
El río nace en el monte Efrem, al este de Vorontsovka y discurre principalmente en dirección sur en sus 23 km de longitud, en los que recibe varios afluentes, entre los que destaca el río Psajó, que afluye al Kudepsta por su orilla izquierda y tiene aproximadamente el doble de caudal que él. En su curso pasa por los alrededores de Krásnaya Volia, Kashtany, Dubravni, Verjnenikoláyevskoye y Vardané-Vérino -desde donde afluye en su orilla izquierda el río Stariki. Se caracteriza por un fuerte aumento del nivel de agua en la época de deshielo y durante las lluvias fuertes. Desemboca en el mar Negro en Kudepsta.